# Município de Berovo
Berovo (em macedônio/macedónio:  Берово [ˈbɛrɔvɔ] (escutarⓘ)) é um município localizado na Macedônia do Norte, sendo também o nome homônimo para a cidade onde a sede municipal está situada. De acordo com o último censo nacional macedônio realizado em 2002, o município tinha 131 941 habitantes.